# Спинальный инсульт
Спинальный инсульт — острое нарушение спинального кровообращения с повреждением спинного мозга и расстройством его функций вследствие затруднения или прекращения поступления крови. Имеет частоту около 1% от всех инсультов.

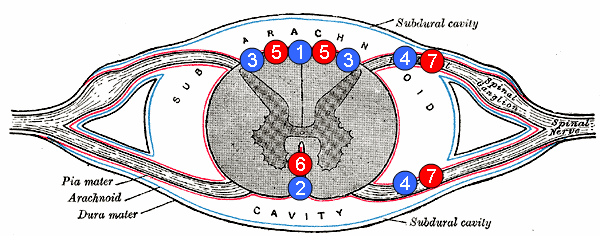
Схема спинного мозга с кровоснабжающими его сосудами
1. задняя спинальная вена
2. передняя спинальная вена
3. заднелатеральная спинальная вена
4. радикулярная (или сегментарная) радикулярная вена
5. задние спинальные артерии
6. передняя спинальная артерия
7. радикулярная (или сегментарная) радикулярная артерия

## Этиология
На передней поверхности спинного мозга располагается передняя спинальная артерия (лат. a. spinalis anterior), а на задней две парные задние спинальные артерии(лат. a. spinalis posterior). Нарушение спинального кровообращения может быть вызвано атеросклерозом, эмболией и другими этиологическими факторами, общими с ишемическим инсультом других отделов мозга.
Кровь поступает в переднюю и задние спинальные артерии из нескольких сосудистых бассейнов. Пережатие или повреждение артерии Адамкевича, артерии Депрож-Готтерона или артерии Лазорта вследствие хирургических вмешательств является причиной возникновения спинального инсульта.

## Клиническая картина
В зависимости от повреждённых структур спинного мозга, уровня поражения возникают чувствительные и двигательные расстройства различной степени выраженности, нарушения функции тазовых органов.